# UCI Gravel World Series 2023
Die UCI Gravel World Series 2023 war eine unter Schirmherrschaft des Radsport-Weltverbands UCI ausgetragene Serie von Gravelrennen. Sie diente unter anderem der Qualifikation für die Gravel-Weltmeisterschaften 2023. Die Serie bestand aus 16 Rennen in aller Welt. Die Teilnehmer wurden bei Männern und Frauen gesondert nach Altersgruppen 19–34, 35–39, 40–44 etc. eingeteilt. Bei jedem Rennen erhielten die besten 25 Prozent einer Altersgruppe das Recht, an den Weltmeisterschaft teilzunehmen.

## Resultate
Die Serie ging von April bis September 2023, bevor Anfang Oktober die Gravel-Weltmeisterschaften 2023 im italienischen Pieve di Soligo stattfanden. Die schnellsten Fahrer über alle Altersgruppen hinweg waren jeweils wie folgt:
| Datum         | Ort                | Veranstaltung                  | Sieger             | Siegerin             |
| ------------- | ------------------ | ------------------------------ | ------------------ | -------------------- |
| 23. Apr. 2023 | Berja              | La Indomable                   | Alejandro Valverde | Carolin Schiff       |
| 29. Apr. 2023 | Prince Albert      | Swartberg 100                  | Gustav Basson      | Cathryn Colyn        |
| 30. Apr. 2023 | Valkenburg         | Gravel Fondo Limburg           | Timo Kielich       | Martha Maltha        |
| 6. Mai 2023   | Blåvand            | Gravel Challenge Blaavands Huk | Tobias Kongstad    | Tessa Neefjes        |
| 13. Mai 2023  | Aachen             | 3Rides Gravel Race             | Paul Voß           | Tessa Neefjes        |
| 13. Mai 2023  | Nannup             | Seven                          | Tasman Nankervis   | Tiffany Cromwell     |
| 20. Mai 2023  | Gatehouse of Fleet | The Gralloch                   | Connor Swift       | Tiffany Cromwell     |
| 4. Juni 2023  | Ponts              | Hutchinson Ranxo Gravel        | Alejandro Valverde | Heidi Franz          |
| 11. Juni 2023 | Thornbury          | Blue Mountains Gravel Fondo    | Andrew L’Esperance | Devon Clarke         |
| 18. Juni 2023 | Millau             | Wish One Millau Grands Causses | Toby Perry         | Carolin Schiff       |
| 24. Juni 2023 | Fayetteville       | Highlands Gravel Classic       | Ethan Overson      | Crystal Anthony      |
| 15. Juli 2023 | Roden              | Gravel One Fifty               | Sam Gademan        | Pauliena Rooijakkers |
| 22. Juli 2023 | Świeradów-Zdrój    | Gravel Adventure               | Petr Vakoč         | Barbara Borowiecka   |
| 19. Aug. 2023 | Halmstad           | Gravel Grit ’n Grind           | Niki Terpstra      | Marianne Vos         |
| 26. Aug. 2023 | Houffalize         | Houffa Gravel                  | Wout van Aert      | Pauliena Rooijakkers |
| 2. Sep. 2023  | Quattordio         | La Monsterrato                 | Petr Vakoč         | Annika Langvad       |